# Zentrum für Psychiatrie Südwürttemberg, Standort Weissenau
Der Standort Weissenau des ZfP Südwürttemberg befindet sich im Landkreis Ravensburg in Baden-Württemberg. Er ist zuständig für die psychiatrische Versorgung der Landkreise Ravensburg und Bodenseekreis.

## Einrichtung
Das ZfP Südwürttemberg am Standort Weissenau umfasst zwei Kliniken: In der Klinik für Psychiatrie und Psychotherapie I der Universität Ulm gibt es die Abteilungen für Allgemeinpsychiatrie, Alterspsychiatrie und Suchterkrankungen. Die Klinik ist außerdem Akademisches Lehrkrankenhaus der Universität Ulm mit entsprechenden Aufgaben in Lehre und Forschung. Die Klinik für Psychosomatik, Neurologie und Psychiatrie II umfasst die Abteilungen für Psychosomatik (SINOVA Klinik in Ravensburg und Friedrichshafen), Depression und Trauma, Epileptologie, Neurologie sowie Kinder- und Jugendpsychiatrie.
Der Bereich Arbeit und Wohnen bietet verschiedene Wohnangebote für die Betreuung von psychisch kranken Menschen im fortgeschrittenen Lebensalter und Menschen, die den Alltag nicht alleine bewältigen können. In den Weissenauer Werkstätten finden Menschen mit psychischer Erkrankung oder Behinderung geschützte Arbeitsplätze. Die Bereiche Gärtnerei, Druckerei, Industrie oder Handwerk ermöglichen Arbeitstherapie und Belastungserprobung, berufliche Trainingsmaßnahmen und betreute Dauerarbeitsplätze. Die Gemeindepsychiatrischen Zentren bieten Hilfsangebote aus den Bereichen Tagesstrukturierung, Beschäftigung und Arbeit sowie ambulante Versorgung von psychisch kranken und behinderten Menschen.
Ebenfalls dem ZfP Südwürttemberg zugehörig ist die Klinik für Forensische Psychiatrie und Psychotherapie. Hauptaufgabe in Weissenau ist der psychiatrische Maßregelvollzug gemäß Paragraf 63 des Strafgesetzbuches. Hier werden Rechtsbrecher eingewiesen, die aufgrund einer psychischen Erkrankung schuldunfähig oder vermindert schuldfähig sind. Auch die einstweilige Unterbringung gemäß Paragraf 126a der Strafprozessordnung wird hier vollzogen.
Weitere spezielle Angebote sind unter anderem die Memory Clinic, der Kontaktladen oder Clean.cick. In der Memory Clinic werden Gedächtnisprobleme und Verwirrtheitserkrankungen abgeklärt. Im Kontaktladen in Ravensburg finden suchtkranke Menschen niederschwellige Hilfe. Die Stationen clean.kick und clean.kids behandeln suchtkranke Kinder und Jugendliche. Seit 2018 wurde als neues Behandlungskonzept eine stationsäquivalente Behandlung (StäB) modellhaft im ZfP Südwürttemberg eingeführt und außerdem die Akutbehandlung psychisch kranker Menschen zu Hause weiterentwickelt.
In der hauseigenen Schule für Gesundheits- und Krankenpflege kann eine dreijährige Ausbildung absolviert werden, welche entsprechend den Vorgaben der Ausbildungs- und Prüfungsverordnung nach dem Krankenpflegegesetz erfolgt.

## Die Versorgungsregion Ravensburg-Bodensee
Das Einzugsgebiet der Versorgungsregion Ravensburg-Bodensee erstreckt sich über die Landkreise Ravensburg und Bodenseekreis. Die Leitung dieser Versorgungsregion obliegt der Regionaldirektion. Der klinische Bereich umfasst 424 Krankenhausbetten, 30 Tagesklinikbetten sowie Ambulanzen in Weissenau, Ravensburg, Wangen, Friedrichshafen und Überlingen.
Weiterhin gibt es 67 Plätze in Fachpflegeheimen und 66 Wohnheimplätze, 50 Plätze im Ambulant Betreuten Wohnen und 435 Arbeitsplätze in den Werkstätten für behinderte Menschen. Darüber hinaus werden rund 110 Patienten von einem ambulanten Pflegedienst betreut. Für den Maßregelvollzug sind 117 Plätze vorgehalten.

## Geschichte

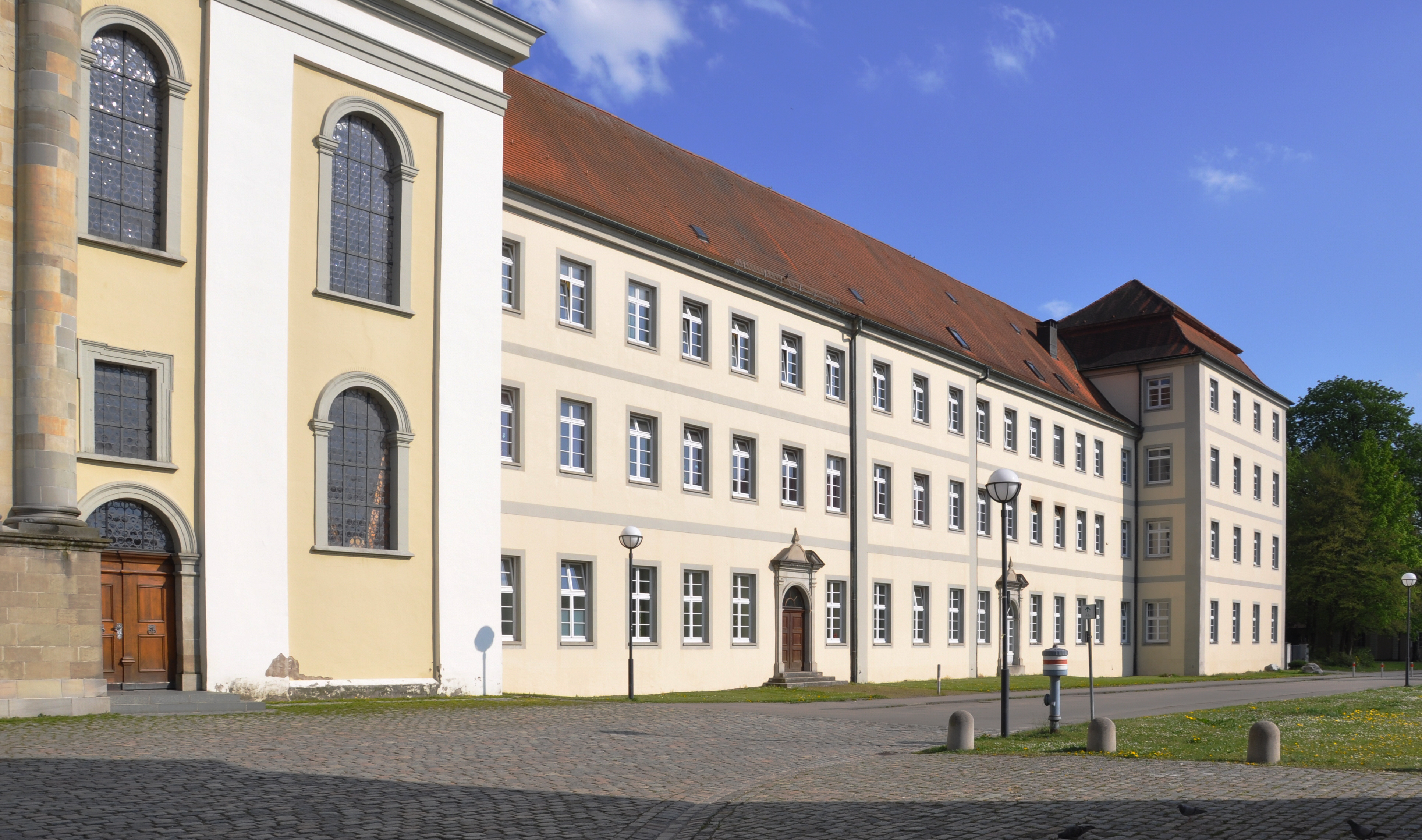
Der ehemalige Konventbau des Klosters Weißenau, heute Teil des ZfP Südwürttemberg

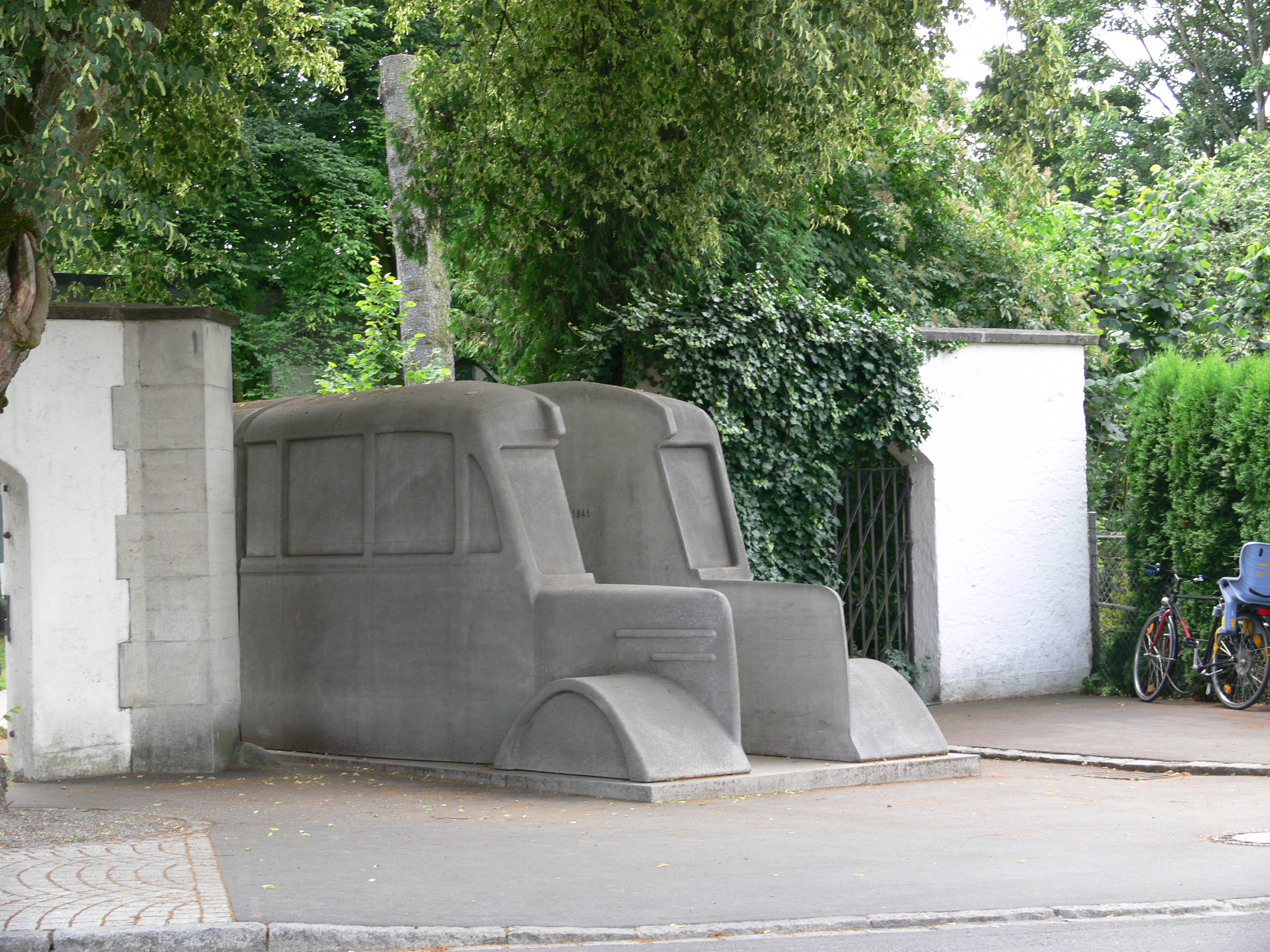
Denkmal der grauen Busse in Weißenau

Im Zuge der Säkularisation und der damit verbundenen Aufhebung der Klöster und geistlichen Herrschaften wurde das Kloster 1803 für weltliche Zwecke umgenutzt. 1892 folgte die Gründung der Heilanstalt Weissenau.
In den Jahren 1940 und 1941 wurden im Rahmen der „Aktion T4“ 691 Patienten in Bussen nach Grafeneck deportiert und dort ermordet. 2006 wurde zum Gedenken an die Opfer das bundesweit beachtete Denkmal der grauen Busse errichtet; ein Teil des zweiteiligen Denkmals wechselt seinen Standort und wurde seither an mehreren Orten in Deutschland aufgestellt.
Die staatlichen Heil- und Pflegeanstalten wurden 1953 in Psychiatrische Landeskrankenhäuser (PLK) umbenannt. 1975 erfolgte eine Veröffentlichung der Psychiatrie-Enquête mit Öffnung der psychiatrischen Einrichtungen und Ausbau ambulanter Versorgungsangebote. Seit 1976 ist Weißenau Fachkrankenhaus für Psychiatrie und Psychotherapie.
Das Zentrum für Psychiatrie Weißenau beteiligte sich 1994 am Pilotprojekt Qualitätssicherung der stationären Depressionsbehandlung.
Die Zentren für Psychiatrie in Baden-Württemberg wurden 1996 zu Anstalten des öffentlichen Rechts. Die drei Zentren für Psychiatrie in Bad Schussenried, Weissenau und Zwiefalten fusionierten 2009 zum ZfP Südwürttemberg mit Geschäftssitz in Bad Schussenried.